# Basilia mimoni
Basilia mimoni är en tvåvingeart som beskrevs av Oskar Theodor och Peterson 1964. Basilia mimoni ingår i släktet Basilia och familjen lusflugor.
Artens utbredningsområde är Peru. Inga underarter finns listade i Catalogue of Life.